# Władysław Chotomski
Władysław Chotomski (ur. 27 maja 1824, zm. ok. 1888) – polski poeta, dziennikarz.

## Życiorys
Władysław Chotomski urodził się w Domaszewicach k. Kielc jako syn pisarza Ferdynanda Chotomskiego i Pauliny z domu Twardochleb. Zarówno on, jak i brat Bolesław wychowywali się w domu Ignacego Chotomskiego, krewnego ojca, w Grotkowie k. Gniezna. Uczył się w gimnazjum Marii Magdaleny w Poznaniu, a później w gimnazjum w Trzemesznie. W 1841 roku wyjechał do Paryża i podjął studia w kolegium Henryka IV. Do Wielkiego Księstwa Poznańskiego wrócił w 1846 roku. Walczył w powstaniu wielkopolskim w 1848 roku. W latach 1850/51 publikował w „Gońcu Polskim” pod pseudonimem „Sydałw Chochlik”. W 1853 roku wydał w Poznaniu pod tym samym pseudonimem wierszowaną broszurę Gorzkie żale płaczącego kosyniera nad swoim exwodzem Ludwikiem Mierosławskim i nad jego paszkwilem Powstanie poznańskie 1848, stanowiącą rozliczenie z nieudolnym jego zdaniem przywództwem powstania wielkopolskiego. W 1855 pracował z bratem w redakcji warszawskich „Roczników Gospodarczych”. W 1859 roku ukazał się w Poznaniu tomik jego poezji Polne kwiaty. Był w 1862 roku założycielem działającego w Królewcu domu komisyjno–ekspedycyjnego „Bracia Ch. i Koronowicz”. Firma ta zaopatrywała w broń nabywaną głównie w Anglii uczestników powstania styczniowego. Lata 1864–1870 spędził Chotomski na podróżach po Europie, w wyniku których uzyskał włoski paszport i tytuł inżyniera. Po powrocie do Poznania podjął pracę w „Gazecie Wielkopolskiej” jako pomocnik redaktora, a dodatkowo współpracował z „Tygodnikiem Wielkopolskim” oraz pracował dorywczo. W styczniu 1874 został właścicielem „Tygodnika Wielkopolskiego”. Oprócz statusu właściciela pisma, nieoficjalnie pełnił funkcję jego redaktora oraz publikował własne artykuły, wiersze, tłumaczenia poezji francuskiej, angielskiej i niemieckiej. W 1879 roku nabył majątek w Gulczewie pod Płockiem i zamieszkał tam. Zaczął pisać do „Korespondenta Płockiego” i „Kroniki Płockiej”. Ostatnie jego artykuły ukazały się w 1888 roku. Zapewne w tym samym roku zmarł. Nie założył rodziny.

## Publikacje
- Sydałw Chochlik Gorzkie żale płaczącego kosyniera nad swoim exwodzem Ludwikiem Mierosławskim i nad jego paszkwilem: Powstanie poznańskie 1848, Poznań 1853
- Władysław Dienheim Prawdzic Chotomski Polne kwiaty: poezje liryjne i dwa błędne ogniki, Poznań 1859